# Koltai Imre
Koltai Imre (Somogyszil, 1938. január 15. – Vác, 2022. szeptember 23.) magyar vegyészmérnök, politikus, országgyűlési képviselő.

## Életpályája

### Iskolái
Az általános iskolát szülővárosában járta ki. Középiskolai tanulmányait Csurgón és Kaposváron végezte el; 1956-ban érettségizett a Táncsics Mihály Gimnáziumban. 1956–1961 között a Veszprémi Vegyipari Egyetem hallgatója volt. 1965–1967 között a Marx Károly Közgazdaságtudományi Egyetem mérnök-közgazdász szakos hallgatója volt. 1981–1985 között elvégezte a Politikai Főiskola ipar szakát.

### Pályafutása
1961-től a Dunai Cement- és Mészműveknél (DCM) dolgozott; 1969–1980 között a vállalat igazgatója, 1980–1995 között vezérigazgatója volt. 1987–1993 között a Váci Izzó MTE/Vác FC Samsung sportegyesület elnöke volt. 1990–1998 között a Magyar Cementipari Szövetség elnöke volt. 1993-ig a Lábatlani Cementipari (LC) Kft. és a DCM Kft. igazgatósági tagja. 1994-ben az ÁVÜ megbízta a Dunai Cement- és Mészművek végelszámolásával.

### Politikai pályafutása
1964–1989 között az MSZMP tagja volt. 1980–1990 között, valamint 1994–1998 között országgyűlési képviselő (Vác). 1980–1990 között az Építési és közlekedési bizottság tagja. 1989-től az MSZP tagja volt. 1994–1995 között, valamint 1996–1998 között a Környezetvédelmi bizottság tagja.

## Családja
Szülei: Koltai Imre (1913–1980) és Varga Mária (1918–?). 1962-ben házasságot kötött Dietrich Éva vegyészmérnökkel. Egy fiuk született: Gábor (1964).

## Kitüntetései
- Munka Érdemrend ezüst fokozata (1981)
- Munka Érdemrend arany fokozata (1987)
- Szilikátiparért kitüntetés (1991)